# Malyj Patom
Il Malyj Patom (in russo Малый Патом?) è un fiume della Russia siberiana orientale, affluente di destra della Lena. Scorre nella Siberia meridionale, nel Bodajbinskij rajon dell'Oblast' di Irkutsk e nell'Olëkminskij ulus della Sacha (Jacuzia).

## Descrizione
Il fiume, che nasce sull'altopiano del Patom, scorre per lo più in direzione nord-est. La lunghezza del fiume è di 136 km, l'area del suo bacino è di 3 520 km². Sfocia nel fiume Lena a una distanza di 2323 km dalla sua foce. 